# Morti il 6 maggio
| Questa pagina contiene informazioni ricavate automaticamente dalle voci biografiche con l'ausilio del template Bio e di un bot. L'aggiornamento è periodico e automatico e ricostruisce completamente la pagina. Se manca una persona in questa lista, sei pregato di non aggiungerla, ma accertati piuttosto che la sua voce biografica contenga il template Bio e che i dati anagrafici siano correttamente compilati. Se il template Bio manca, inseriscilo tu stesso o, in alternativa, metti l'avviso {{tmp\|Bio}} che ne segnala la mancanza. Se i dati riportati sono sbagliati, correggi direttamente la voce biografica; le modifiche saranno visibili in questa lista entro pochi giorni. Per chiarimenti vedi il progetto biografie. La lista contiene solo le 516 persone che sono citate nell'enciclopedia e per le quali è stato implementato correttamente il template Bio. Pagina aggiornata al 17 ago 2025. |

## VI secolo(1)
- 523 - Trasamondo, sovrano vandalo

## IX secolo(1)
- 850 - Ninmyō, imperatore giapponese (n. 808)

## X secolo(1)
- 988 - Teodorico II d'Olanda, conte

## XI secolo(1)
- 1052 - Bonifacio di Canossa, nobile (n. 985)

## XII secolo(3)
- 1141 - Geoffrey Rufus, politico e vescovo inglese
- 1190 - Friedrich von Hausen, poeta tedesco
- 1191 - Giovanni II d'Alençon, nobile francese

## XIII secolo(3)
- 1210 - Corrado II di Lusazia, nobile tedesco
- 1218 - Teresa del Portogallo, principessa portoghese (n. 1157)
- 1236 - Ruggero di Wendover, inglese

## XIV secolo(4)
- 1326 - Bernardo II di Świdnica, nobile
- 1330 - Bartolomeo Pucci-Franceschi, presbitero italiano
- 1345 - Marsilietto Papafava da Carrara, politico italiano
- 1400 - Luigi d'Étampes, conte francese (n. 1336)

## XV secolo(5)
- 1431 - Boleslao I di Teschen, duca
- 1471 - Edmund Beaufort, IV duca di Somerset, militare inglese (n. 1438)
- 1475 - Dieric Bouts, pittore olandese
- 1483 - Jeonghui di Joseon, regina coreana (n. 1418)
- 1495 - Roberto Caracciolo, francescano e vescovo cattolico italiano (n. 1425)

## XVI secolo(13)
- 1527 - Carlo III di Borbone-Montpensier, condottiero francese (n. 1490)
- 1527 - Kaspar Röist, militare svizzero (n. 1478)
- 1540 - Juan Luis Vives, filosofo e umanista spagnolo (n. 1492)
- 1551 - Giovanni Battista Monte, medico e umanista italiano (n. 1489)
- 1562 - Paul de Thermes, generale francese (n. 1482)
- 1568 - Bernardo Salviati, cardinale e condottiero italiano (n. 1508)
- 1569 - Jacopo Nacchianti, vescovo cattolico e teologo italiano (n. 1502)
- 1570 - Giovanni Camerino, architetto italiano
- 1579 - François de Montmorency, nobile e militare francese (n. 1530)
- 1583 - Zaccaria Ursino, teologo e predicatore tedesco (n. 1534)
- 1594 - Francesco Benci, gesuita, umanista e scrittore italiano (n. 1542)
- 1596 - Giaches de Wert, compositore fiammingo
- 1596 - Caterina Maria di Guisa, nobile francese (n. 1552)

## XVII secolo(14)
- 1614 - Lodovico Capponi juniore, banchiere italiano (n. 1534)
- 1625 - Pietro Antonio Novelli, pittore e incisore italiano (n. 1568)
- 1631 - Robert Bruce Cotton, politico inglese (n. 1571)
- 1638 - Giansenio, teologo e vescovo cattolico olandese (n. 1585)
- 1638 - Vincenzo Ugolini, compositore e cantore italiano (n. 1578)
- 1642 - Frans Francken II, pittore e disegnatore fiammingo (n. 1581)
- 1647 - Simon van de Passe, incisore, disegnatore e mercante d'arte olandese (n. 1595)
- 1659 - Anna Eleonora d'Assia-Darmstadt, nobile (n. 1601)
- 1673 - Werner Rolfinck, medico, scienziato e botanico tedesco (n. 1599)
- 1675 - Girolamo Fantini, trombettista e compositore italiano (n. 1600)
- 1675 - Augusto Filippo di Schleswig-Holstein-Sonderburg-Beck, nobile danese (n. 1612)
- 1679 - Nicolas-Pierre Loir, pittore e incisore francese (n. 1624)
- 1679 - Marie Vigoreaux, criminale francese
- 1681 - Catherine Trianon, francese (n. 1627)

## XVIII secolo(34)
- 1703 - John Murray, I marchese di Atholl, politico scozzese (n. 1631)
- 1704 - Andrea Perrucci, drammaturgo, librettista e gesuita italiano (n. 1651)
- 1706 - Friedrich Christian von Plettenberg, vescovo cattolico tedesco (n. 1644)
- 1708 - François de Montmorency-Laval, vescovo cattolico e santo francese (n. 1623)
- 1709 - John Lovelace, IV barone Lovelace, nobile e politico britannico (n. 1672)
- 1709 - Alvise II Mocenigo, doge (n. 1628)
- 1724 - Jules de Rohan, principe di Soubise, nobile francese (n. 1697)
- 1725 - Bernardo Schiaffino, scultore e pittore italiano (n. 1678)
- 1737 - Barbara FitzRoy, religiosa inglese (n. 1672)
- 1746 - Antoine-Robert Gaudreaux, ebanista francese (n. 1680)
- 1746 - Mosè Luzzatto, rabbino e filosofo italiano (n. 1707)
- 1747 - Jacob-Sigisbert Adam, scultore francese (n. 1670)
- 1752 - Sofia di Sassonia-Weissenfels, duchessa (n. 1684)
- 1757 - Federico Guglielmo III di Schleswig-Holstein-Sonderburg-Beck, nobile e militare tedesco (n. 1723)
- 1757 - Charles FitzRoy, II duca di Grafton, nobile e politico inglese (n. 1683)
- 1757 - Kurt Christoph von Schwerin, generale prussiano (n. 1684)
- 1760 - Bernardino Tafuri, scrittore e bibliografo italiano (n. 1695)
- 1766 - Johann Michael Fischer, architetto tedesco (n. 1692)
- 1767 - José Manso de Velasco, militare e politico spagnolo (n. 1688)
- 1768 - Luigi Alessandro di Borbone, principe francese (n. 1747)
- 1777 - Buenaventura Córdoba Espinosa de la Cerda, cardinale e patriarca cattolico spagnolo (n. 1724)
- 1778 - Jean Baptiste Christophore Fusée Aublet, farmacista, botanico e esploratore francese (n. 1720)
- 1782 - Johann Caspar Füssli, pittore, disegnatore e scrittore svizzero (n. 1706)
- 1787 - Carolina d'Orange-Nassau, principessa (n. 1743)
- 1790 - Johannes Gessner, medico e naturalista svizzero (n. 1709)
- 1792 - Christine Kirch, astronoma tedesca (n. 1696)
- 1793 - Jean-Michel Huon de Kermadec, navigatore francese (n. 1748)
- 1794 - Jean-Jacques Beauvarlet-Charpentier, compositore, organista e clavicembalista francese (n. 1734)
- 1794 - Suzanne Curchod, svizzera (n. 1739)
- 1795 - Ivan Ivanovič Beckoj, educatore russo (n. 1704)
- 1795 - Pieter Boddaert, fisico e naturalista olandese (n. 1730)
- 1796 - Johann Carl Gehler, mineralogista e anatomista tedesco (n. 1732)
- 1796 - Adolph Knigge, tedesco (n. 1752)
- 1797 - Cristiano Luigi Casimiro di Sayn-Wittgenstein-Ludwigsburg, conte tedesco (n. 1725)

## XIX secolo(66)
- 1806 - Federico Carlo Gravina, ammiraglio italiano (n. 1756)
- 1814 - Georg Joseph Vogler, compositore, organista e insegnante tedesco (n. 1749)
- 1817 - Felice Campi, pittore italiano (n. 1746)
- 1824 - Rosa Morandi, soprano italiano (n. 1782)
- 1825 - Agostino Albergotti, vescovo cattolico italiano (n. 1755)
- 1825 - Anne Barnard, scrittrice e socialite scozzese (n. 1750)
- 1826 - Rosalie Levasseur, soprano francese (n. 1749)
- 1827 - François-Frédéric Lemot, scultore francese (n. 1772)
- 1829 - Ottaviano Targioni Tozzetti, medico e botanico italiano (n. 1755)
- 1839 - John Batman, esploratore e imprenditore australiano (n. 1801)
- 1840 - Jean-Joseph Espercieux, scultore francese (n. 1757)
- 1840 - Francisco de Paula Santander, generale e politico colombiano (n. 1792)
- 1844 - Jacob Radcliff, politico statunitense (n. 1764)
- 1845 - Angelo Antonio Scotti, paleografo, bibliotecario e arcivescovo cattolico italiano (n. 1786)
- 1849 - Angelo Zendrini, matematico italiano (n. 1763)
- 1852 - William B. Bulloch, politico statunitense (n. 1777)
- 1858 - Giuseppe Cadolini, ingegnere e traduttore italiano (n. 1805)
- 1859 - Alexander von Humboldt, naturalista, esploratore e geografo tedesco (n. 1769)
- 1860 - Littleton Waller Tazewell, politico statunitense (n. 1774)
- 1861 - Francesco Maggioncalda, politico italiano (n. 1791)
- 1862 - Frédéric de Courcy, drammaturgo, librettista e cantautore francese (n. 1796)
- 1862 - Pedro Gual, politico e diplomatico venezuelano (n. 1783)
- 1862 - Henry David Thoreau, filosofo, scrittore e poeta statunitense (n. 1817)
- 1862 - Ange Hyacinthe Maxence de Damas, generale, politico e nobile francese (n. 1785)
- 1864 - Ludolph Christian Treviranus, botanico e biologo tedesco (n. 1779)
- 1867 - Johann Kaspar Aiblinger, compositore e direttore d'orchestra tedesco (n. 1779)
- 1870 - James Young Simpson, medico britannico (n. 1811)
- 1872 - George Robert Gray, ornitologo inglese (n. 1808)
- 1872 - Giulio Regondi, chitarrista e compositore svizzero (n. 1822)
- 1873 - Thomas Dundas, II conte di Zetland, nobile e politico inglese (n. 1795)
- 1873 - José Antonio Páez, politico venezuelano (n. 1790)
- 1877 - Viliam Pauliny-Tóth, patriota, poeta e saggista slovacco (n. 1826)
- 1877 - Pëtr Petrovič Lanskoj, generale russo (n. 1799)
- 1877 - Johan Ludvig Runeberg, prete, poeta e scrittore finlandese (n. 1804)
- 1878 - François Benoist, organista e compositore francese (n. 1794)
- 1880 - Friedrich Bayer, imprenditore tedesco (n. 1825)
- 1880 - Francesco Pucci di Sangiuliano, politico italiano
- 1880 - Ivan Surikov, poeta e scrittore russo (n. 1841)
- 1881 - Jacinto Vera, vescovo cattolico uruguaiano (n. 1813)
- 1882 - Camillo Minieri Riccio, storico e archivista italiano (n. 1813)
- 1883 - Eva Gonzalès, pittrice francese (n. 1849)
- 1883 - George Pritchard, missionario e diplomatico britannico (n. 1796)
- 1884 - Judah Philip Benjamin, politico statunitense (n. 1811)
- 1884 - Alphonse Marie Ratisbonne, avvocato e presbitero francese (n. 1814)
- 1886 - Lodovico Melzi d'Eril, nobile e imprenditore italiano (n. 1820)
- 1887 - Giacomo Margotti, presbitero, giornalista e teologo italiano (n. 1823)
- 1887 - Costanza Troiani, religiosa italiana (n. 1813)
- 1889 - Heinrich Gustav Reichenbach, botanico e ornitologo tedesco (n. 1823)
- 1889 - Luigi Zuppetta, giurista e politico italiano (n. 1810)
- 1891 - Thomas Hare, politico britannico (n. 1806)
- 1892 - Ernest Guiraud, compositore francese (n. 1837)
- 1892 - Orazio Spanna, giurista, avvocato e alpinista italiano (n. 1834)
- 1893 - Antonino Paternò del Toscano, politico italiano (n. 1827)
- 1894 - Elizaveta Nikolaevna Zubova, attivista russa (n. 1833)
- 1894 - Elizabeth Hayes, religiosa britannica (n. 1823)
- 1894 - Amalia di Sassonia-Coburgo-Koháry, principessa tedesca (n. 1848)
- 1895 - Susanna Dalbiac, nobildonna inglese (n. 1814)
- 1896 - Constantin Héger, insegnante belga (n. 1809)
- 1897 - Alfred Des Cloizeaux, mineralogista francese (n. 1817)
- 1897 - Ines Castellani Fantoni Benaglio, scrittrice italiana (n. 1849)
- 1897 - Xavier Montrouzier, botanico, entomologo e zoologo francese (n. 1820)
- 1897 - Edward James Stone, astronomo britannico (n. 1831)
- 1899 - Philipp Krementz, cardinale e arcivescovo cattolico tedesco (n. 1819)
- 1900 - William Crowninshield Endicott, politico statunitense (n. 1826)
- 1900 - Anna Rosa Gattorno, religiosa italiana (n. 1831)
- 1900 - Libero Pilotto, attore e drammaturgo italiano (n. 1854)

## XX secolo(234)
- 1902 - Giacinto Scelsi, politico e prefetto italiano (n. 1825)
- 1903 - Davide Carnaghi, attore teatrale italiano (n. 1865)
- 1903 - José Jiménez Aranda, pittore spagnolo (n. 1837)
- 1904 - Franz von Lenbach, pittore tedesco (n. 1836)
- 1904 - Balthazar De Polhes, generale francese (n. 1813)
- 1904 - Alexander William Williamson, chimico britannico (n. 1824)
- 1905 - Olinto Barsanti, avvocato e politico italiano (n. 1836)
- 1906 - Albrecht Dieterich, filologo classico tedesco (n. 1866)
- 1907 - Ian Maclaren, religioso e scrittore britannico (n. 1850)
- 1909 - Fanny Cerrito, danzatrice e coreografa italiana (n. 1817)
- 1909 - Luigi Ridolfi, agronomo e politico italiano (n. 1824)
- 1909 - Eugeniu Voinescu, diplomatico e pittore rumeno (n. 1842)
- 1909 - Herbert Whitfeld, calciatore inglese (n. 1858)
- 1910 - Edoardo VII del Regno Unito, re britannico (n. 1841)
- 1911 - Massimiliano Massimo, gesuita italiano (n. 1849)
- 1913 - Elena Guro, scrittrice e pittrice russa (n. 1877)
- 1913 - Andreas Markl, militare e numismatico austriaco (n. 1829)
- 1913 - Alexandros Schinas, anarchico greco (n. 1870)
- 1913 - Knud Johannes Vogelius Steenstrup, geologo e esploratore danese (n. 1842)
- 1913 - Rinaldo Taverna, nobile, politico e generale italiano (n. 1839)
- 1915 - Vasilij Pavlovič Engelhardt, astronomo russo (n. 1828)
- 1915 - Tom Watson, allenatore di calcio inglese (n. 1859)
- 1916 - Hans Chiari, patologo austriaco (n. 1851)
- 1916 - Vincenzo Filonardi, politico e militare italiano (n. 1853)
- 1916 - William Lewis, arbitro di calcio e allenatore di calcio inglese (n. 1860)
- 1917 - Alfred John North, ornitologo australiano (n. 1855)
- 1918 - Jean Chaput, militare e aviatore francese (n. 1893)
- 1919 - L. Frank Baum, scrittore e produttore cinematografico statunitense (n. 1856)
- 1920 - Leonida Bissolati, politico italiano (n. 1857)
- 1920 - Hortense Schneider, soprano francese (n. 1833)
- 1921 - Jules Sambon, numismatico italiano (n. 1837)
- 1922 - Maria Anna di Sassonia-Weimar-Eisenach, nobile tedesca (n. 1849)
- 1924 - Harry Yount, militare e esploratore statunitense (n. 1839)
- 1926 - Herbert Miles, ufficiale inglese (n. 1850)
- 1926 - Edward Aleksander Raczyński, nobile e collezionista d'arte polacco (n. 1847)
- 1926 - Thomas Humphry Ward, scrittore e giornalista britannico (n. 1845)
- 1927 - Archibald Walter Buckle, militare britannico (n. 1889)
- 1927 - Henry Howard, IV conte di Effingham, nobile e politico britannico (n. 1866)
- 1928 - Myrtle Corbin, statunitense (n. 1868)
- 1929 - Max Bauer, generale tedesco (n. 1875)
- 1930 - Sackville Carden, ammiraglio britannico (n. 1857)
- 1930 - Fernand Semelaigne, schermidore francese (n. 1865)
- 1931 - Hermann Anschütz-Kaempfe, inventore tedesco (n. 1872)
- 1931 - Billy Garraty, calciatore inglese (n. 1878)
- 1932 - Guido Gregoletto, dirigente sportivo e calciatore italiano (n. 1879)
- 1932 - Ludwig Rottenberg, compositore e direttore d'orchestra austriaco (n. 1865)
- 1932 - Viktor Weber von Webenau, militare austro-ungarico (n. 1861)
- 1933 - Li Ching-yun, artista marziale cinese
- 1936 - Henri Vascout, calciatore francese (n. 1886)
- 1937 - Angiolo Cabrini, sindacalista, politico e giornalista italiano (n. 1869)
- 1937 - Paolo Luigioni, entomologo e biologo italiano (n. 1873)
- 1937 - Roggero Musmeci Ferrari Bravo, scrittore italiano (n. 1868)
- 1938 - Victor Cavendish, IX duca di Devonshire, nobile e politico britannico (n. 1868)
- 1938 - Domenico Siciliani, generale italiano (n. 1879)
- 1939 - Mathilde Brundage, attrice statunitense (n. 1859)
- 1939 - Konstantin Somov, pittore russo (n. 1869)
- 1939 - Robert Teichmüller, pianista e insegnante tedesco (n. 1863)
- 1940 - Ettore Berti, attore italiano (n. 1870)
- 1940 - James Melville Fulton, compositore e direttore di banda statunitense (n. 1873)
- 1940 - Ernesto Vassallo, politico e giornalista italiano (n. 1875)
- 1941 - Joseph Garibaldi, pittore francese (n. 1863)
- 1941 - Shūzō Kuki, filosofo, poeta e scrittore giapponese (n. 1888)
- 1943 - Leon Rodal, giornalista polacco (n. 1913)
- 1943 - Sue Shelton White, avvocato e attivista statunitense (n. 1887)
- 1944 - Carl Engel, compositore statunitense (n. 1883)
- 1944 - Giacomo Montanelli, arcivescovo cattolico italiano (n. 1877)
- 1944 - John Niel Randle, militare britannico (n. 1917)
- 1945 - Erminio Dones, canottiere e alpinista italiano (n. 1882)
- 1945 - Charles Franklin Reaugh, artista, fotografo e insegnante statunitense (n. 1860)
- 1945 - Otto Satzinger, tuffatore austriaco (n. 1878)
- 1947 - Bertel Gripenberg, poeta finlandese (n. 1878)
- 1947 - Louise Homer, contralto statunitense (n. 1871)
- 1948 - Paul Chrétien, generale francese (n. 1862)
- 1949 - Johannes Andreas Brinkman, ingegnere e architetto olandese (n. 1902)
- 1949 - Stanisław Grabski, politico, diplomatico e economista polacco (n. 1871)
- 1949 - Maurice Maeterlinck, poeta, drammaturgo e saggista belga (n. 1862)
- 1949 - Wyndham Raymond Portal, I visconte Portal, politico britannico (n. 1885)
- 1950 - Víctor Manuel Román y Reyes, politico nicaraguense (n. 1872)
- 1950 - Agnes Smedley, giornalista e scrittrice statunitense (n. 1892)
- 1951 - Élie Joseph Cartan, matematico francese (n. 1869)
- 1951 - Renato Coturri, generale italiano (n. 1883)
- 1951 - Guido Leoni, pilota motociclistico italiano (n. 1915)
- 1951 - Henry Carton de Wiart, politico belga (n. 1869)
- 1952 - Maria Montessori, pedagogista, educatrice e medica italiana (n. 1870)
- 1954 - B. C. Forbes, giornalista e scrittore scozzese (n. 1880)
- 1954 - Cecilia di Meclemburgo-Schwerin, principessa tedesca (n. 1886)
- 1954 - Amedeo Ugolini, scrittore, giornalista e politico italiano (n. 1896)
- 1955 - William Isaacs, pistard britannico (n. 1884)
- 1955 - Nick Winter, triplista australiano (n. 1894)
- 1956 - Fergus Anderson, pilota motociclistico britannico (n. 1909)
- 1956 - Carl Brockelmann, orientalista e arabista tedesco (n. 1868)
- 1956 - Georgij Nikolaevič Tasin, regista cinematografico russo (n. 1895)
- 1957 - Eusebio Petetti, architetto italiano (n. 1882)
- 1957 - Lucio Tasca, imprenditore e politico italiano (n. 1880)
- 1958 - Meryl O'Hara Wood, tennista australiana
- 1959 - Guido Brignone, regista, sceneggiatore e attore italiano (n. 1886)
- 1959 - Ragnar Nurkse, economista statunitense (n. 1907)
- 1959 - Fernando Soledade, tiratore a segno brasiliano (n. 1879)
- 1960 - Paul Abraham, compositore ungherese (n. 1892)
- 1960 - Vincentas Padolskis, vescovo cattolico lituano (n. 1904)
- 1960 - Antioco Zucca, filosofo italiano (n. 1870)
- 1961 - Lucian Blaga, filosofo, poeta e drammaturgo rumeno (n. 1895)
- 1961 - Theodor Karl Julius Herzog, botanico tedesco (n. 1880)
- 1962 - Virginia Andreescu Haret, architetta rumena (n. 1894)
- 1962 - Eugenio Frola, matematico italiano (n. 1906)
- 1963 - Theodore von Kármán, ingegnere, fisico e matematico ungherese (n. 1881)
- 1963 - Monty Woolley, attore statunitense (n. 1888)
- 1964 - Juan Maglio, calciatore argentino (n. 1904)
- 1964 - Alfred Rosmer, sindacalista, politico e storico statunitense (n. 1877)
- 1964 - Hideo Yagi, esperantista giapponese (n. 1899)
- 1965 - Vittorina Benvenuti, attrice italiana (n. 1884)
- 1965 - Giulio Bevilacqua, cardinale e arcivescovo cattolico italiano (n. 1881)
- 1965 - Jim Krebs, cestista statunitense (n. 1935)
- 1965 - Oren E. Long, politico statunitense (n. 1889)
- 1965 - Giovanni Attilio Pozzo, imprenditore e politico italiano (n. 1876)
- 1965 - Edward Spencer, marciatore britannico (n. 1881)
- 1966 - Robert MacBryde, pittore e scenografo scozzese (n. 1913)
- 1967 - Ludwig Hilberseimer, architetto e urbanista tedesco (n. 1885)
- 1967 - Zhou Zuoren, scrittore cinese (n. 1885)
- 1967 - Vittorio Zoppi, diplomatico italiano (n. 1898)
- 1968 - Yenovk Armen, scrittore e giornalista armeno (n. 1883)
- 1968 - Will Grohmann, critico d'arte e storico dell'arte tedesco (n. 1887)
- 1968 - Toivo Mikael Kivimäki, politico finlandese (n. 1886)
- 1968 - Aleksandr Arkad'evič Litvinov, regista cinematografico russo (n. 1891)
- 1969 - Don Drummond, trombonista e compositore giamaicano (n. 1934)
- 1969 - Paolo Dore, matematico e geodeta italiano (n. 1892)
- 1970 - John Beazley, archeologo britannico (n. 1885)
- 1970 - Giovanni Giuriati, politico italiano (n. 1876)
- 1970 - Dino Liviero, ciclista su strada italiano (n. 1938)
- 1970 - Alessandro Serenelli, criminale italiano (n. 1882)
- 1970 - Max Westerkamp, hockeista su prato olandese (n. 1912)
- 1970 - Luigi Zoppetti, presbitero e partigiano italiano (n. 1888)
- 1971 - Nobuya Abe, pittore giapponese (n. 1913)
- 1971 - Helene Weigel, attrice austriaca (n. 1900)
- 1972 - Pasquale Marconi, medico e politico italiano (n. 1898)
- 1972 - Paul Mehl, calciatore tedesco (n. 1912)
- 1972 - Fulbert Youlou, politico e presbitero della Repubblica del Congo (n. 1917)
- 1973 - Myrna Fahey, attrice statunitense (n. 1933)
- 1973 - Ferdinando Guercilena, missionario e vescovo cattolico italiano (n. 1899)
- 1974 - Enzo Romagnoli, cantante italiano (n. 1914)
- 1975 - József Mindszenty, cardinale e arcivescovo cattolico ungherese (n. 1892)
- 1975 - Władysław Szczepaniak, calciatore polacco (n. 1910)
- 1975 - Raphael Tracey, calciatore statunitense (n. 1904)
- 1976 - Glauco Della Porta, economista e politico italiano (n. 1920)
- 1976 - Simone Gatto, politico italiano (n. 1911)
- 1976 - Giulio Rosso, pittore, decoratore e illustratore italiano (n. 1897)
- 1977 - Leon Benzaquen, politico e medico marocchino (n. 1928)
- 1977 - Raffaele Cantarella, grecista, filologo classico e bizantinista italiano (n. 1898)
- 1977 - Mario Ferretti, giornalista italiano (n. 1917)
- 1977 - William Grey Walter, neurofisiologo britannico (n. 1910)
- 1977 - Otto Weckerling, ciclista su strada tedesco (n. 1910)
- 1978 - Ethelda Bleibtrey, nuotatrice statunitense (n. 1902)
- 1978 - Mariolino Congiu, allenatore di calcio e calciatore italiano (n. 1913)
- 1978 - Aldo Gabrielli, grammatico, linguista e lessicografo italiano (n. 1898)
- 1978 - Loyal Griggs, direttore della fotografia e effettista statunitense (n. 1906)
- 1979 - Milton Ager, compositore statunitense (n. 1893)
- 1979 - Rosemary LaPlanche, modella statunitense (n. 1923)
- 1979 - Karl Wilhelm Reinmuth, astronomo tedesco (n. 1892)
- 1980 - Adele Kern, soprano tedesco (n. 1901)
- 1980 - Ortensio Pierantozzi, politico italiano (n. 1892)
- 1981 - Antonino Faà di Bruno, generale, attore e nobile italiano (n. 1911)
- 1981 - Vladimir Aleksandrovič Sudec, generale sovietico (n. 1904)
- 1981 - Ladislao Sugar, editore musicale e produttore discografico ungherese (n. 1896)
- 1983 - Riccardo Gizdulich, architetto, militare e partigiano italiano (n. 1908)
- 1983 - Tommaso Morlino, giurista e politico italiano (n. 1925)
- 1983 - Raffaele Pontecorvo, pittore italiano (n. 1913)
- 1983 - Salvatore Salvatori, educatore italiano (n. 1899)
- 1983 - Oszkár Szigeti, calciatore ungherese (n. 1933)
- 1983 - Bep Voskuijl, olandese (n. 1919)
- 1983 - Kai Winding, trombonista e compositore statunitense (n. 1922)
- 1984 - Ramon Cojuangco, imprenditore filippino (n. 1924)
- 1984 - Lucy D'Albert, soubrette, ballerina e attrice russa (n. 1914)
- 1984 - William Allen Egan, politico statunitense (n. 1914)
- 1985 - Pete Desjardins, tuffatore statunitense (n. 1907)
- 1985 - Ledio Zanetti, calciatore svizzero (n. 1925)
- 1986 - Lorenzo Minio-Paluello, linguista, filologo e traduttore italiano (n. 1907)
- 1987 - William Joseph Casey, agente segreto e politico statunitense (n. 1913)
- 1987 - Lucien Choury, pistard francese (n. 1898)
- 1987 - Stanislav Lusk, canottiere cecoslovacco (n. 1931)
- 1987 - Pietro Pistolese, avvocato e politico italiano (n. 1912)
- 1987 - Karel Plicka, regista e sceneggiatore cecoslovacco (n. 1894)
- 1988 - Costantino Nivola, artista e scultore italiano (n. 1911)
- 1988 - Victor Rutenburg, storico sovietico (n. 1911)
- 1989 - Tally Brown, attrice e cantante statunitense (n. 1924)
- 1989 - Heinz Werner, allenatore di calcio e calciatore tedesco (n. 1910)
- 1990 - Charles Farrell, attore, imprenditore e politico statunitense
- 1990 - Friedrich Hielscher, scrittore e filosofo tedesco (n. 1902)
- 1990 - Lotte Jacobi, fotografa tedesca (n. 1896)
- 1990 - Irmtraud Morgner, scrittrice tedesca (n. 1933)
- 1990 - Pietro Zanini, architetto italiano (n. 1895)
- 1991 - Wilfrid Hyde-White, attore inglese (n. 1903)
- 1991 - Guido Martina, fumettista, drammaturgo e regista italiano (n. 1906)
- 1991 - Herbert Schäfer, calciatore tedesco (n. 1927)
- 1991 - Aldo Tomassini, scenografo italiano (n. 1912)
- 1992 - Marlene Dietrich, attrice e cantante tedesca (n. 1901)
- 1992 - Walter Fontana, politico e mecenate italiano (n. 1919)
- 1992 - Gaston Reiff, mezzofondista belga (n. 1921)
- 1993 - Rommel Fernández, calciatore panamense (n. 1966)
- 1993 - Gustave Hembroeckx, ciclista su strada belga (n. 1903)
- 1993 - Dorothy B. Hughes, scrittrice e critica letteraria statunitense (n. 1904)
- 1993 - Feliciano Iannella, storico e scrittore italiano (n. 1921)
- 1993 - Ann Todd, attrice inglese (n. 1909)
- 1994 - Gunnar Åhs, bobbista svedese (n. 1915)
- 1994 - Adriano Micantoni, attore italiano (n. 1921)
- 1994 - Malvina Pastorino, attrice argentina (n. 1916)
- 1994 - Fred Sadoff, attore statunitense (n. 1926)
- 1994 - Herbert Topp, pallanuotista statunitense (n. 1900)
- 1994 - Giacinto Trevisonno, politico italiano (n. 1907)
- 1994 - Vittorio Zarfati, attore italiano (n. 1907)
- 1995 - René Bader, calciatore svizzero (n. 1922)
- 1995 - Noel Brotherston, calciatore nordirlandese (n. 1956)
- 1995 - Gottfried Haberler, economista austriaco (n. 1900)
- 1995 - Luigi Liverzani, vescovo cattolico italiano (n. 1913)
- 1995 - Adriano Mantelli, aviatore, militare e imprenditore italiano (n. 1913)
- 1995 - Nello Taviani, pittore italiano (n. 1916)
- 1995 - Maria Pia di Sassonia Coburgo Braganza, scrittrice portoghese (n. 1907)
- 1996 - Wally Nightingale, chitarrista inglese (n. 1956)
- 1996 - Massimo Rao, artista italiano (n. 1950)
- 1996 - Léon-Joseph Suenens, cardinale e arcivescovo cattolico belga (n. 1904)
- 1997 - Angelo Novi, fotografo italiano (n. 1930)
- 1997 - Alfredo Pazzaglia, politico e avvocato italiano (n. 1927)
- 1998 - Chatichai Choonhavan, politico e generale thailandese (n. 1920)
- 1998 - Sybil Connolly, stilista irlandese (n. 1921)
- 1999 - Maria Laura Rocca, attrice e scrittrice italiana (n. 1917)
- 1999 - Roberto Gianviti, sceneggiatore e scrittore italiano (n. 1924)
- 1999 - Rocco Montano, critico letterario e storico della letteratura italiano (n. 1913)
- 1999 - Mark Tuinei, giocatore di football americano statunitense (n. 1960)
- 2000 - Giuseppe De Feo, artista, scultore e pittore italiano (n. 1914)
- 2000 - Eleazar Jiménez, scacchista cubano (n. 1928)
- 2000 - Lee Moore, politico nevisiano (n. 1939)
- 2000 - Giuseppe Paviglianiti, personaggio televisivo e attore italiano (n. 1941)
- 2000 - Aldo Scavarda, direttore della fotografia e produttore cinematografico italiano (n. 1923)
- 2000 - Lojze Spacal, pittore sloveno (n. 1907)
- 2000 - John Clive Ward, fisico australiano (n. 1924)

## XXI secolo(135)
- 2001 - René Bondoux, schermidore francese (n. 1905)
- 2001 - Zoltán Nemere, schermidore ungherese (n. 1942)
- 2001 - Cecil Price, funzionario statunitense (n. 1938)
- 2002 - Otis Blackwell, cantautore, pianista e compositore statunitense (n. 1931)
- 2002 - Pim Fortuyn, politico olandese (n. 1948)
- 2002 - Carlo Rebella, ciclista su strada italiano (n. 1920)
- 2003 - Steve Atkinson, hockeista su ghiaccio canadese (n. 1948)
- 2003 - Tito García, attore spagnolo (n. 1931)
- 2003 - Art Houtteman, giocatore di baseball statunitense (n. 1927)
- 2003 - Edelio López Falcón, criminale messicano (n. 1965)
- 2003 - Domenico Seren Gay, produttore discografico, paroliere e compositore italiano (n. 1931)
- 2004 - Virginia Capers, attrice statunitense (n. 1925)
- 2004 - Kjell Hallbing, scrittore norvegese (n. 1934)
- 2004 - Barney Kessel, chitarrista e compositore statunitense (n. 1923)
- 2004 - Pepper Gomez, wrestler e culturista statunitense (n. 1927)
- 2005 - Luis Caballero, calciatore paraguaiano (n. 1962)
- 2005 - Ruth Cannon, cestista statunitense (n. 1933)
- 2005 - Gino Covili, pittore italiano (n. 1918)
- 2005 - Rafael Díaz-Balart, politico cubano (n. 1926)
- 2005 - Joe Grant, sceneggiatore e character designer statunitense (n. 1908)
- 2005 - Elda Mazzocchi Scarzella, pedagogista e scrittrice italiana (n. 1904)
- 2005 - Luigi Orlando, imprenditore italiano (n. 1927)
- 2006 - Lillian Asplund, statunitense (n. 1906)
- 2006 - Konstantin Beskov, calciatore e allenatore di calcio sovietico (n. 1920)
- 2006 - Donald Bland, nuotatore britannico (n. 1931)
- 2006 - Aurelio Del Rio, ciclista su strada italiano (n. 1927)
- 2006 - Leo Katkaveck, cestista e giocatore di baseball statunitense (n. 1923)
- 2006 - Grant McLennan, cantautore e chitarrista australiano (n. 1958)
- 2007 - Carey Bell, armonicista e bassista statunitense (n. 1936)
- 2007 - Marco Corbelli, compositore, musicista e produttore discografico italiano (n. 1970)
- 2007 - Tamás Gábor, schermidore ungherese (n. 1932)
- 2007 - Curtis Harrington, regista statunitense (n. 1926)
- 2007 - Marcel Pfeuti, arbitro di pallacanestro svizzero (n. 1913)
- 2008 - John Forbes-Robertson, attore inglese (n. 1928)
- 2008 - Alla Genrichovna Masevitsj, astronoma sovietica (n. 1918)
- 2008 - Walter Malgoni, compositore e paroliere italiano (n. 1924)
- 2008 - Orazio Maria Petracca, politologo italiano (n. 1937)
- 2009 - Ivano Barberini, dirigente d'azienda e dirigente pubblico italiano (n. 1939)
- 2009 - Ean Evans, bassista statunitense (n. 1960)
- 2009 - Chuan-Chih Hsiung, matematico, divulgatore scientifico e docente cinese (n. 1915)
- 2009 - Carlo Marcelletti, cardiochirurgo italiano (n. 1944)
- 2009 - Valentin Ivanovič Varennikov, generale sovietico (n. 1923)
- 2009 - Viola Wills, cantante statunitense (n. 1939)
- 2010 - Boo Ellis, cestista statunitense (n. 1936)
- 2010 - Giacomo Neri, calciatore e allenatore di calcio italiano (n. 1916)
- 2010 - Robin Roberts, giocatore di baseball statunitense (n. 1926)
- 2010 - Lucrecia Terán, cestista cilena (n. 1932)
- 2011 - Willy Schäfer, attore tedesco (n. 1933)
- 2011 - József Zsámboki, calciatore ungherese (n. 1933)
- 2012 - Camilian Demetrescu, pittore, scultore e scrittore romeno (n. 1924)
- 2012 - Pat Frink, cestista statunitense (n. 1945)
- 2012 - Gianni Grossi, calciatore italiano (n. 1936)
- 2012 - James Isaac, regista e effettista statunitense (n. 1960)
- 2012 - Jean Laplanche, filosofo, psicologo e scrittore francese (n. 1924)
- 2012 - George Lindsey, attore e doppiatore statunitense (n. 1928)
- 2013 - Giulio Andreotti, politico, scrittore e giornalista italiano (n. 1919)
- 2013 - Giuseppe Garritano, giornalista e traduttore italiano (n. 1924)
- 2013 - Michel Knuysen, canottiere belga (n. 1929)
- 2013 - Arnaldo Ninchi, attore e regista teatrale italiano (n. 1935)
- 2013 - Aleardo Paolucci, pittore italiano (n. 1927)
- 2013 - Paolo Petruccioli, giornalista italiano (n. 1956)
- 2013 - Kline, illustratore e fumettista francese (n. 1921)
- 2014 - Virginia Belmont, attrice statunitense (n. 1921)
- 2014 - Gianni Da Campo, regista, scrittore e traduttore italiano (n. 1943)
- 2014 - Jimmy Ellis, pugile statunitense (n. 1940)
- 2014 - Maria Lassnig, pittrice austriaca (n. 1919)
- 2014 - Livio Maritano, vescovo cattolico italiano (n. 1925)
- 2014 - Francesco Mazzola, politico italiano (n. 1936)
- 2014 - Bill Nunn, giornalista statunitense (n. 1924)
- 2014 - Leslie Thomas, scrittore inglese (n. 1931)
- 2015 - Nicolas Huỳnh Văn Nghi, vescovo cattolico vietnamita (n. 1927)
- 2015 - Jim Wright, politico statunitense (n. 1922)
- 2016 - Nico de Bree, calciatore olandese (n. 1944)
- 2016 - Candye Kane, cantautrice statunitense (n. 1961)
- 2016 - Patrick Ekeng, calciatore camerunese (n. 1990)
- 2016 - Luigi Gigante, calciatore e allenatore di calcio italiano (n. 1932)
- 2016 - Bill Holman, arrangiatore, compositore e sassofonista statunitense (n. 1927)
- 2016 - Margot Honecker, politica tedesca (n. 1927)
- 2016 - Larry Pinto de Faria, calciatore brasiliano (n. 1932)
- 2016 - Giancarlo Salvi, dirigente sportivo e calciatore italiano (n. 1945)
- 2016 - Denis Reed, attore pornografico ceco (n. 1985)
- 2016 - Valerij Zujev, allenatore di calcio e calciatore sovietico (n. 1952)
- 2017 - Tony Conwell, calciatore inglese (n. 1932)
- 2017 - Jesús Galdeano, ciclista su strada spagnolo (n. 1932)
- 2017 - Steven Holcomb, bobbista statunitense (n. 1980)
- 2017 - Pierino Munari, batterista italiano (n. 1927)
- 2017 - Peter Noble, calciatore inglese (n. 1944)
- 2017 - Giovanni Tinebra, magistrato italiano (n. 1941)
- 2017 - Romano Trevisani, chitarrista italiano (n. 1953)
- 2018 - Paolo Ferrari, attore, doppiatore e conduttore televisivo italiano (n. 1929)
- 2018 - Eric Geboers, pilota motociclistico belga (n. 1962)
- 2018 - Tarcisio Gitti, politico e avvocato italiano (n. 1936)
- 2018 - Khālid Muḥyi al-Dīn, militare, politico e editore egiziano (n. 1922)
- 2018 - Brad Steiger, scrittore, giornalista e ufologo statunitense (n. 1936)
- 2019 - Max Azria, stilista francese (n. 1949)
- 2019 - Umberto Buscioni, pittore italiano (n. 1931)
- 2019 - Mario Fabbri, magistrato italiano (n. 1932)
- 2019 - Pierre Riché, storico francese (n. 1921)
- 2020 - Brian Howe, cantautore e polistrumentista britannico (n. 1953)
- 2020 - Martin Spellman, attore statunitense (n. 1925)
- 2021 - Basil Bhuriya, vescovo cattolico indiano (n. 1956)
- 2021 - Daniele Cioni, tiratore a volo italiano (n. 1959)
- 2021 - Paul Van Doren, imprenditore statunitense (n. 1930)
- 2021 - Ernst Gisel, architetto svizzero (n. 1922)
- 2021 - Carlos Griguol, allenatore di calcio e calciatore argentino (n. 1934)
- 2021 - Roberto Herrera García, cestista cubano (n. 1974)
- 2021 - Humberto Maturana, biologo e filosofo cileno (n. 1928)
- 2021 - Kentarō Miura, fumettista giapponese (n. 1966)
- 2021 - Christophe Revault, calciatore francese (n. 1972)
- 2021 - Ajit Singh, politico indiano (n. 1939)
- 2022 - Eugenio Allegri, attore italiano (n. 1956)
- 2022 - Patricia A. McKillip, scrittrice statunitense (n. 1948)
- 2022 - George Pérez, fumettista statunitense (n. 1954)
- 2022 - Ralph Polson, cestista statunitense (n. 1929)
- 2023 - Pietro Barucci, architetto e urbanista italiano (n. 1922)
- 2023 - Vida Blue, giocatore di baseball statunitense (n. 1949)
- 2023 - Habib Chaab, attivista iraniano (n. 1973)
- 2023 - Hanna Fenichel Pitkin, filosofa e politologa tedesca (n. 1931)
- 2023 - Franco Nicastro, giornalista e saggista italiano (n. 1930)
- 2023 - Gary Prado Salmón, generale, politico e diplomatico boliviano (n. 1938)
- 2023 - Menahem Pressler, pianista israeliano (n. 1923)
- 2023 - Gianluca Tonetti, ciclista su strada italiano (n. 1967)
- 2024 - Anselma Cardozo, cestista paraguaiana
- 2024 - Ian Gelder, attore britannico (n. 1949)
- 2024 - Emilio Giardina, economista e politico italiano (n. 1933)
- 2024 - Bernard Pivot, conduttore televisivo e critico letterario francese (n. 1935)
- 2024 - Gerald Presley, bobbista canadese (n. 1942)
- 2024 - Petja Stavreva, politica e giornalista bulgara (n. 1977)
- 2024 - Andy Stoglin, cestista e allenatore di pallacanestro statunitense (n. 1942)
- 2025 - James Foley, regista statunitense (n. 1953)
- 2025 - Barry B. Longyear, scrittore di fantascienza, sceneggiatore e glottoteta statunitense (n. 1942)
- 2025 - Luigi Lopez, compositore, musicista e cantante italiano (n. 1947)
- 2025 - Lucio Manisco, giornalista e politico italiano (n. 1928)
- 2025 - Joseph Nye, politologo statunitense (n. 1937)
- 2025 - Enrico Paolini, ciclista su strada e dirigente sportivo italiano (n. 1945)

## Senza anno specificato(1)
- Isidore Löwenstern, archeologo, numismatico e viaggiatore austriaco (n. 1810)